# Station Billingham
Billingham is een spoorwegstation van National Rail in Billingham, Stockton-on-Tees in Engeland. Het station is eigendom van Network Rail en wordt beheerd door Northern Rail. Het station is gebouwd in 1966.